# Belmont-sur-Rance
Belmont-sur-Rance là một xã ở tỉnh Aveyron, thuộc vùng Occitanie ở miền nam nước Pháp.